# Toljatti

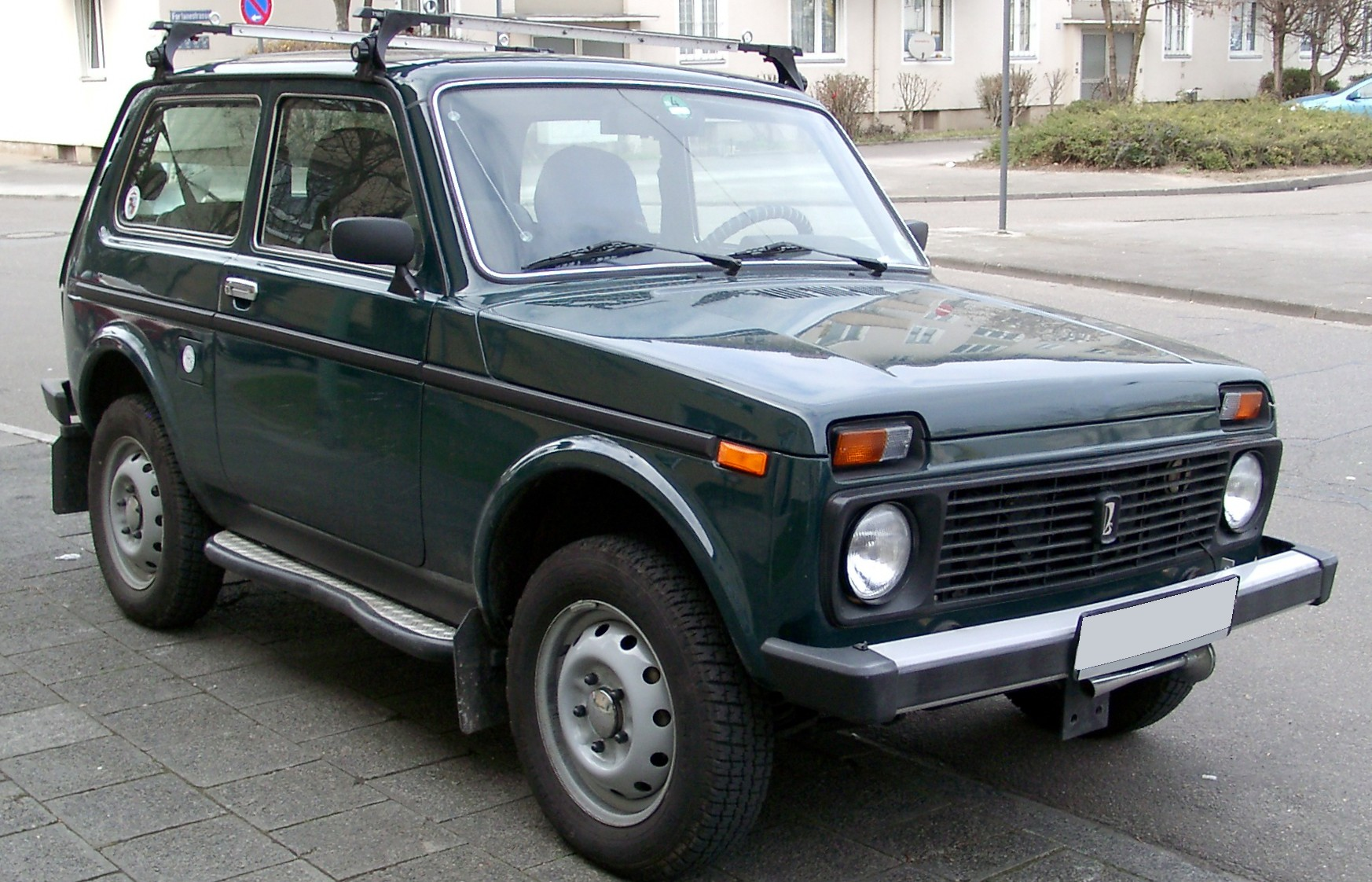
Lada Niva, som tillverkas i staden.

Toljatti (ryska: Тольятти), eller Togliatti, är den näst största staden i Samara oblast i Ryssland med ungefär 720 000 invånare. Staden är belägen i centrala Ryssland knappt tusen kilometer öster om Moskva, vid stranden av floden Volga. På andra sidan av Volga vid Toljatti ligger Zjigulibergen. 

## Historia
Ett fort grundades vid stadens ungefärliga läge år 1737 under namnet Stavropol-na-Volge (Ста́врополь-на-Во́лге, "Stavropol vid Volga") av Vasilij Tatisjtjev. Under 1950-talet sattes den gamla bosättningen under vatten, då Zjiguljovsks vattenkraftverk och Kujbysjevreservoaren anlades. Staden flyttades och döptes 1964 om efter den italienske kommunistledaren Palmiro Togliatti.

## Administrativt område

### Stadsdistrikt
Toljatti är indelat i tre stadsdistrikt. 
| Stadsdistrikt | Invånarantal 9 oktober 2002 | Invånarantal 14 oktober 2010 | Invånarantal 1 januari 2015 |
| ------------- | --------------------------- | ---------------------------- | --------------------------- |
| Avtozavodskij | 429 262                     | 442 007                      | 441 559                     |
| Komsomolskij  | 113 295                     | 119 956                      | 118 250                     |
| Tsentralnyj   | 160 322                     | 157 669                      | 159 837                     |
| TOTALT        | 702 879                     | 719 632                      | 719 646                     |

Uppgifterna för 2010 och 2015 inkluderar områden som ej ingick 2002, se tabell nedan.
Stadens areal uppgick till 314,79 km² i början av 2008, varav 64,68 km² var bebyggd areal.

### Stadens administrativa område
Toljatti administrerade tidigare områden utanför själva centralorten. Dessa områden är numera sammanslagna med centrala Toljatti. 
| Stad/Ort    | Invånarantal 9 oktober 2002 | Invånarantal 14 oktober 2010 | Invånarantal 1 januari 2015 |
| ----------- | --------------------------- | ---------------------------- | --------------------------- |
| Toljatti    | 702 879                     | 719 632                      | 719 646                     |
| Fedorovka   | 3 043                       | Ingen uppgift                | Ingen uppgift               |
| Povolzjskij | 9 022                       | Ingen uppgift                | Ingen uppgift               |
| Landsbygd   | 258                         | Ingen uppgift                | Ingen uppgift               |
| TOTALT      | 715 202                     | 719 632                      | 719 646                     |

## Industri
Toljatti är en industristad där den dominerande industrin är VAZ-fabriken, som tillverkar bilar av märket Lada. Staden byggdes upp i samband med uppförandet av den FIAT-fabrik, som köpts från Italien och flyttades dit för licenstillverkning av Fiat 124 under namnet VAZ (Lada). Utöver VAZ finns också en del kemiska industrier.

## Sport
Ishockeyklubben HC Lada Togliatti vann 1997 Europeiska klubbmästerskapet i ishockey efter att i finalen ha besegrat MODO Hockey. Här finns också fotbollsklubben FC Lada Togliatti.